# Castello di Uppsala
Il castello di Uppsala è un edificio del XVI secolo, che si trova ad Uppsala, in Svezia. 

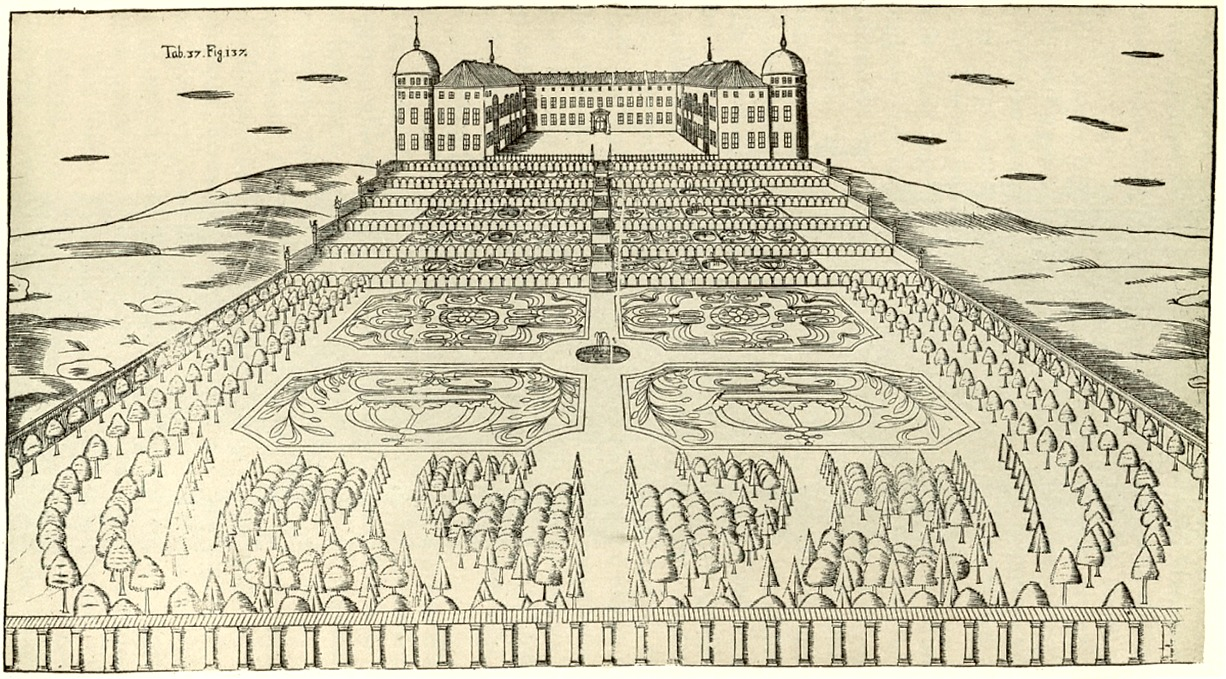
Il castello di Uppsala e i giardini, 1675

## Storia
Il castello medievale dell'arcivescovo ad Uppsala era vicino al luogo ove vi è l'attuale Palazzo arcivescovile ad ovest della cattedrale, e fu confiscato dal re Gustavo I Vasa, durante la riforma protestante. Re Gustavo I ordinò la costruzione di un castello rinascimentale nel 1549, sull'attuale luogo su una collina a sud della cattedrale di Uppsala, utilizzando come materiale da costruzione quello che componeva il vecchio castello arcivescovile, che fu distrutto.
Il castello venne eretto durante il periodo in cui la Svezia stava per diventare una grande potenza europea. I re Erik IV, Giovanni III e Carlo IX rimodellarono ed ampliarono la cittadella in un palazzo residenziale rinascimentale. Durante il regno di Erik IV il castello fu il luogo che vide l'assassinio dei nobili Sture. Nel 1630 il re Gustavo Adolfo II vi annunciò la decisione di partecipare alla guerra dei trent'anni. Fu in questo castello che il governo svedese annunciò l'abdicazione della regina Cristina nel 1654.
Il castello rimase seriamente danneggiato da un incendio nel 1702, essendo ridotto praticamente in rovine. La sua ricostruzione richiese molti anni e fu in effetti seriamente ostacolata dalle rovine dello stesso castello, usate come cava per pietre per erigere il Palazzo Reale di Stoccolma.
Il castello di Uppsala fu il centro amministrativo dell'Uppland e sede della sala dello Stato (svedese: Rikssalen) per molti anni.
Dag Hammarskjöld, ex Segretario generale delle Nazioni Unite, vi trascorse l'infanzia poiché il padre Hjalmar Hammarskjöld, era governatore della contea di Uppsala. Il castello è la residenza del governatore della contea di Uppsala, nonché la sede del Museo delle belle arti di Uppsala.